# 2-아미노싸이오페놀
2-아미노싸이오페놀(영어: 2-aminothiophenol)은 분자식이 C6H4(SH)(NH2)인 유기 황 화합물이다. 불순한 샘플은 색을 나타낼 수 있지만, 2-아미노싸이오페놀은 무색의 유성 고체이다. 2-아미노싸이오페놀은 유기 용매와 물에 용해된다. 2-아미노싸이오페놀은 벤조싸이아졸의 전구체이며, 벤조싸이아졸의 일부는 생체 활성이거나 염료이다. 2-아미노싸이오페놀의 이성질체로는 3-아미노싸이오페놀 및 4-아미노싸이오페놀이 있다.
2-아미노싸이오페놀은 아닐린과 이황화 탄소의 반응으로 시작하여, 이어서 생성된 2-머캅토벤조싸이아졸의 가수분해의 두 단계로 제조될 수 있다. 또한 2-아미노싸이오페놀은 2-나이트로벤젠설포닐 클로라이드의 아연 환원에 의해 얻을 수 있다.

## 같이 보기
- 유기 황 화합물
- 벤조싸이아졸